# Hrvački klub Lika
Hrvački klub Lika je hrvački klub iz Zagreba osovan 1966. godine.
Klupsko sjedište je na adresi Žrtava fašizma 3, Zagreb.

## Povijest
Klub je osnovan 13. siječnja 1966. pod imenom Omladinski teško-atletski klub Lika. Jednu od glavnih uloga u tome imao je Josip Čorak koji od osnutka dugi niz godina djelovao kao vrhunski natjecatelj, trener i obnašao mnoge funkcije u klubu, te ostavio neizbrisiv trag u povijesti Hrvačkog kluba Lika. 

## Klupski uspjesi
- Prvak Jugoslavije: 1971. i 1975.

Od osnutka moderne Hrvatske, višestruki prvak Hrvatske u Hrvanju grčko-rimskim načinom. Jedan od najuspješnijih klubova u povijesti Hrvatskog Hrvanja.
Kroz povijest u klubu su trenirali i treniraju brojni europski i svjetski medaljaši. 
Osim bogate povijesti i tradicije klub krase i brojni uspjesi. Posebice zadnjih godina 2018, 2022 god. klub je proglašen najboljim klubom u uzrastu mlađih dobnih skupina u Hrvatskoj od strane Hrvatskog Hrvačkog saveza.
U 2023.godini klub broji preko 150 članova i ima preko 10 reprezentativaca Hrvatske u raznim dobnim skupinama.
Predsjednik kluba je Ivan Kralj, izvršni predsjednik Marko Budinščak, a tajnik Mladen Ličina.
Šef struke je Petar Prodanović. Treneri u klubu su: Petar Prodanović, Mladen Ličina, Matej Lipovac, Domagoj Bagarić.

## Statistka
U 2023.godini klub broji preko 150 članova i ima preko 10 reprezentativaca Hrvatske u raznim dobnim skupinama.

## Lokacije
Klub posluje na nekoliko lokacija. Glavna dvorana nalazi se u centru Zagreba na adresi Trg Žrtava fašizma 3, gdje je klub osnovan i posluje od 1966. godine. Također klub ima podružnice na zapadnom dijelu Zagreba gdje preko 8 godina se odvijaju treninzi sa mlađim dobnim skupinama, u dvorani Osnovne škole Malešnica, na adresi A.T.Mimare 36. Na istočnom dijelu Zagreba klub ima podružnicu u ŠD Dubrava na adresi Gjure Prejca 2.

## Vanjske poveznice
- Hrvački klub Lika   Arhivirana inačica izvorne stranice od 10. listopada 2008. (Wayback Machine)
- Facebook
- Instagram